# Ungdommens storslaaede Frihedsstævne
|  | Denne artikel er oprettet af botten Steenthbot ud fra en ekstern database. Den kan derfor have sproglige fejl eller mangler. Denne skabelon kan fjernes efter kontrol af indholdet. |

Ungdommens storslaaede Frihedsstævne er en dansk dokumentarisk optagelse fra 1945.

## Handling
Gunnar Nu Hansen rapporterer fra Ungdommens Frihedsstævne 17. maj 1945, hvor 75.000 unge mødes på Grønttorvet i København for at fejre Danmarks og Norges befrielse. På talerstolen er Svend Methling, som læser en prolog af Poul Sørensen, folketingsmedlem Alvilda Larsen (DKP), der hylder ungdommens indsats i modstandsbevægelsen og pastor Harald Sandbæk i brigadeuniform, der taler om kirkens kamp og hylder de tapre danske kvinders indsats.

## Medvirkende
- Svend Methling
- Alvilda Larsen
- Harald Sandbæk